# روبرت موليغان
روبرت موليغان (بالإنجليزية: Robert Mulligan)‏ (و. 1925 – 2008 م) هو مخرج أفلام أمريكي، ولد في نيويورك، توفي في لايم، عن عمر يناهز 83 عاماً، بسبب قصور القلب.

## التعليم
تعلم في جامعة فوردهام.

## وصلات خارجية
- روبرت موليغان على موقع IMDb (الإنجليزية)
- روبرت موليغان على موقع الموسوعة البريطانية (الإنجليزية)
- روبرت موليغان على موقع ألو سيني (الفرنسية)
- روبرت موليغان على موقع أول موفي (الإنجليزية)
- روبرت موليغان على موقع قاعدة بيانات برودواي على الإنترنت (الإنجليزية)
- روبرت موليغان على موقع قاعدة بيانات الأفلام السويدية (السويدية)
- روبرت موليغان على موقع إن إن دي بي (الإنجليزية)
- روبرت موليغان على موقع قاعدة بيانات الفيلم (الإنجليزية)
- روبرت موليغان على موقع كينوبويسك (الروسية)